# Vocabulario de mexicanismos
Vocabulario de mexicanismos es un diccionario inconcluso del polígrafo mexicano Joaquín García Icazbalceta, publicado póstumamente en 1899 por su hijo, Luis García Pimentel.
El diccionario recoge una colección de mexicanismos o regionalismos del español de México, determinados a partir de un criterio diferencial. Para tal labor, García Icazbalceta basó su metodología en la comparación de los potenciales mexicanismos con una nutrida nómina de diccionarios del español antiguos y contemporáneos.
Varias décadas después de su publicación, el escritor y político Francisco J. Santamaría tomó la nómina del inconcluso Vocabulario de mexicanismos como base para su propio Diccionario de mejicanismos, el cual presentó como discurso de ingreso a la Academia Mexicana de la Lengua en 1954.
En años recientes, este diccionario ha sido utilizado como fuente para el estudio histórico del argot criminal, el léxico popular mexicano y las actitudes lingüísticas hacia el español mexicano en el siglo XIX.